# Peter Pien
Jan Peter Wilhelm Pien, född 7 september 1934, är en formgivare känd för sina många plastprodukter för Gustavsbergs Fabriker.
Pien var en förgrundsfigur inom Gustavsbergs plasttillverkning. Peter Pien var den första helt renodlade plastformgivaren som anställdes på Gustavsberg. Pien anställdes som Carl-Arne Bregers efterträdare och värvades från Bernadotte & Björns Stockholmskontor. Pien fick ansvar för produktutvecklingen inom plast och utvecklade bland annat förvaringskärl i plast som blev stora försäljningsframgångar. 1962 markerades Gustavsbergs ställning inom plasttillverkning när Piens stora allroundtunna var den största formsprutade produkten i Europa. Piens toalettpappershållare Rivett i styrenplast lyftes fram som representant för det bästa inom svensk industridesign i boken Svensk form 1961. Pien var mycket produktiv och gjorde ett stort antal produkter men där inte alla kom i produktion. Pien gjorde ett produktionsschema där han samlade de produkter han tog fram och stegen i processen. Pien avancerade till försäljningschef på plastdivisionen.